# Roosevelt Lake
Roosevelt Lake er en sø i Gila County i delstaten Arizona, USA.
Søen blev dannet under konstruktionen af dæmningen på Salt River i 1911 og er det ældste vandreservoir i Arizona. Omkring 16 km af den oprindelige flod indgår i søen, og i den modsatte retning har en af dens hovedbifloder, Tonto Creek, 13,5 km, der indgår i søen. Søen blev navngivet efter den 26. amerikanske præsident Theodore Roosevelt.